# Pierre Monichon
Pierre Monichon, né le 24 octobre 1925 à Lyon et mort le 1er septembre 2006 à Chamigny, est un musicien et musicologue français, créateur de l’harmonéon (ou « accordéon de concert ») et défenseur de l’accordéon. Il a travaillé dès 1945 à réhabiliter l’accordéon auprès des musiciens. Historien incontesté de l'accordéon, ses travaux font référence dans le monde entier.

## Biographie
Formé à l’École César Franck pour le piano, l’harmonie et l’histoire de la musique, il travaille dès 1945 à insérer l’accordéon dans les milieux classiques et dépose en 1948 un brevet pour l’harmonéon, lequel deviendra l’Accordéon de Concert (le terme accordéon de concert a été déposé par brevet avec le terme Harmonéon), sous l'impulsion de l'UPAC (Union pour la Promotion de l'Accordéon de Concert).
Il a été fait chevalier des Arts et des Lettres.

## Pédagogue
Il a eu de nombreux élèves, le plus connu étant Alain Abbott (compositeur, Grand prix de Rome).
En 1973, il ouvre une classe expérimentale d'accordéon de conservatoire au Conservatoire National de Région d’Aubervilliers.
En 1997, il fait paraître une méthode d'harmonéon aux éditions Combre.
Il a également été professeur de formation musicale et d'histoire de la musique à Château-Thierry.

## Musicologue
Il a publié quatre ouvrages sur l'histoire de l'accordéon :
- Petite histoire de l'accordéon, EGFP (1958)
- L'accordéon, PUF (1971)
- L'accordéon, Payot / Van de Velde (1985)
- L'accordéon, avec Alexandre Juan, éd. Cyrill Demian (2012)

## Collectionneur
Il a constitué une collection d’instruments de musique s’appuyant sur le principe de l’anche libre dont les pièces les plus représentatives sont venues alimenter le fond du Pôle de l’Accordéon de Tulle et le Musée instrumental de La Villette à Paris.

## Distinctions
- Chevalier de l'ordre des Arts et des Lettres